# Aristeasbrevet
Aristeasbrevet är en hellenistisk skrift från 200-talet f.Kr., en av pseudepigrafierna. Josefus omnämner brevets författare, Aristeas, och även brevets mottagare, Filokrates.
Över tjugo manuskript av brevet finns bevarade och verket nämns ofta och citeras i andra texter. Brevets författare berättar hur kungen av Egypten, antagligen Ptolemaios II Filadelfos, av sin bibliotekarie Demetrius Phalereus uppmanas översätta den hebreiska Bibeln till grekiska: Pentateuken.

## Brevets syfte
Brevets författare är sannolikt en jude, förmodligen bosatt i Alexandria, vilken velat ge en tendentiös skildring av uppkomsten av Septuaginta. På tillrådan av Demetrios från Faleron, föreståndare för biblioteket i Alexandria, skall Ptolemaios ha sänt en med rika skänker utrustad beskickning, i vilken också Aristeas deltog, till översteprästen Eleazar i Jerusalem med anhållan att denne ville skicka honom män, som kunde översätta den judiska "Lagen", det vill säga de 5 Moseböckerna, till grekiska. Eleazar sände då 72 män, vilka på ön Faros på 72 dagar fullbordade översättningen.
Aristeasbrevet är en typisk hellenistisk litteraturprodukt ur språklig synpunkt viktig som prov på koinespråket.